# Eliminatórias da Copa do Mundo FIFA de 2002 - Europa (Grupo 1)
O Grupo 1 das eliminatórias da Europa para a Copa do Mundo FIFA de 2002 era formado por Rússia, Eslovênia, Iugoslávia, Suíça, Ilhas Faroe e Luxemburgo. A Rússia se classificou direto para Copa, e a Eslovênia passou para a repescagem.

## Classificação
| Pos | Equipe      | Pts | J  | V | E | D  | GP | GC | SG  | Classificado                              |  | RUS | SVN | YUG | SUI | FRO | LUX |
| --- | ----------- | --- | -- | - | - | -- | -- | -- | --- | ----------------------------------------- |  | --- | --- | --- | --- | --- | --- |
| 1   | Rússia      | 23  | 10 | 7 | 2 | 1  | 18 | 5  | +13 | qualificadas para a Copa do Mundo de 2002 |  | —   | 1–1 | 1–1 | 4–0 | 1–0 | 3–0 |
| 2   | Eslovênia   | 20  | 10 | 5 | 5 | 0  | 17 | 9  | +8  | qualificadas para a segunda fase          |  | 2–1 | —   | 1–1 | 2–2 | 3–0 | 2–0 |
| 3   | Iugoslávia  | 19  | 10 | 5 | 4 | 1  | 22 | 8  | +14 | Eliminado                                 |  | 0–1 | 1–1 | —   | 1–1 | 2–0 | 6–2 |
| 4   | Suíça       | 14  | 10 | 4 | 2 | 4  | 18 | 12 | +6  | Eliminado                                 |  | 0–1 | 0–1 | 1–2 | —   | 5–1 | 5–0 |
| 5   | Ilhas Faroé | 7   | 10 | 2 | 1 | 7  | 6  | 23 | −17 | Eliminado                                 |  | 0–3 | 2–2 | 0–6 | 0–1 | —   | 1–0 |
| 6   | Luxemburgo  | 0   | 10 | 0 | 0 | 10 | 4  | 28 | −24 | Eliminado                                 |  | 1–2 | 1–2 | 0–2 | 0–3 | 0–2 | —   |

## Resultados

### 1ª Rodada
| 2 de setembro de 2000 | Suíça | 0 – 1     | Rússia           | Hardturm, Zurique                               |
| 20:15                 |       | Relatório | Beschastnykh 74' | Público: 14 500 Árbitro: DEN Kim Milton Nielsen |

| 3 de setembro de 2000 | Ilhas Faroé             | 2 – 2     | Eslovênia               | Svangaskarð, Toftir                       |
| 15:00                 | Arge 90' · Hansen 90+3' | Relatório | Udovic 25' · Osterc 87' | Público: 3 200 Árbitro: FIN Mikko Vuorela |

| 3 de setembro de 2000 | Luxemburgo | 0 – 2     | Iugoslávia        | Estádio Josy Barthel, Luxemburgo |
| 18:00                 |            | Relatório | Milosevic 4', 26' | Público: 3 305 Árbitro: Shmolik  |

### 2ª Rodada
| 7 de Outubro de 2000 | Suíça                                                                      | 5–1      | Ilhas Faroé | Estádio Hardturm, Zurique         |
| 17:30                | Zwyssig 26' · Fournier 35' · Turkyilmaz 42' (pen.), 44' (pen.), 53' (pen.) | (Report) | Petersen 4' | Público: 9,500 Árbitro: Kapitanis |

| 7 de Outubro de 2000 | Luxemburgo   | 1–2      | Eslovênia                   | Estádio Josy Barthel, Luxemburgo |
| 19:15                | Strasser 46' | (Report) | Zahovic 35' · Milinovic 37' | Público: 1,788 Árbitro: Benes    |

| 25 de Abril de 2001 | Iugoslávia | 0–1      | Rússia           | Estádio Estrela Vermelha, Belgrado |
| 17:00               |            | (Report) | Beschastnykh 72' | Público: 37,240 Árbitro: Plautz    |

### 3ª Rodada
| 11 de Outubro de 2000 | Rússia                                  | 3–0      | Luxemburgo | Estádio Dínamo de Moscou, Moscou |
| 19:00                 | Buznikin 19' · Khokhlov 57' · Titov 90' | (Report) |            | Público: 12,000 Árbitro: Ferry   |

| 11 de Outubro de 2000 | Eslovênia                         | 2–2      | Suíça               | Central Stadium, Ljubliana     |
| 20:15                 | Siljak 44' · Milenko Ačimovič 79' | (Report) | Turkyilmaz 18', 66' | Público: 6,650 Árbitro: Durkin |

| 15 de Agosto de 2001 | Iugoslávia                  | 2–0      | Ilhas Faroé | Estádio Estrela Vermelha, Belgrado     |
| 20:15                | Mihajlovic 23' · Djukic 85' | (Report) |             | Público: 15,437 Árbitro: Mendes Pratas |

### 4ª Rodada
| 24 de Março de 2001 | Luxemburgo | 0–2      | Ilhas Faroé                | Estádio Josy Barthel, Luxemburgo |
| 18:00               |            | (Report) | Jacobsen 78' · Morkore 82' | Público: 2,500 Árbitro: Hanacsek |

| 24 de Março de 2001 | Rússia      | 1–1      | Eslovênia | Estádio Lujniki, Moscou         |
| 19:00               | Khokhlov 7' | (Report) | Knavs 21' | Público: 35,000 Árbitro: Dallas |

| 24 de Março de 2001 | Iugoslávia     | 1–1      | Suíça         | Estádio Estrela Vermelha, Belgrado |
| 20:15               | Mihajlovic 68' | (Report) | Chapuisat 84' | Público: 30,000 Árbitro: Nilsson   |

### 5ª Rodada
| 28 de Março de 2001 | Rússia       | 1–0      | Ilhas Faroé | Estádio Lujniki, Moscou        |
| 19:00               | Mostovoi 18' | (Report) |             | Público: 8,000 Árbitro: Irvine |

| 28 de Março de 2001 | Suíça                                          | 5–0      | Luxemburgo | Estádio Hardturm, Zurique      |
| 20:15               | Frei 9', 31', 90' · Lonfat 64' · Chapuisat 72' | (Report) |            | Público: 8,600 Árbitro: Larsen |

| 28 de Março de 2001 | Eslovênia   | 1–1      | Iugoslávia    | Estádio Benzigrad, Ljubliana |
| 20:15               | Zahovic 94' | (Report) | Milosevic 33' | Público: 10,000 Árbitro: Jol |

### 6ª Rodada
| 2 de Junho de 2001 | Rússia     | 1–1      | Iugoslávia    | Estádio Lujniki, Moscou         |
| 19:00              | Kovtun 25' | (Report) | Mijatovic 32' | Público: 65,000 Árbitro: Fandel |

| 2 de Junho de 2001 | Ilhas Faroé | 0–1      | Suíça    | Svangaskarð, Toftir              |
| 19:15              |             | (Report) | Frei 81' | Público: 3,500 Árbitro: McDonald |

| 2 de Junho de 2001 | Eslovênia                      | 2–0      | Luxemburgo | Estádio Benzigrad, Ljubliana    |
| 20:15              | Zahovic 34' (pen.), 65' (pen.) | (Report) |            | Público: 4,500 Árbitro: Brugger |

### 7ª Rodada
| 6 de Junho de 2001 | Ilhas Faroé | 0–6      | Iugoslávia                                                | Svangaskarð, Toftir          |
| 18:00              |             | (Report) | Stankovic 16', 49' · Kezman 24', 82', 89' · Milosevic 63' | Público: 2,500 Árbitro: Jara |

| 6 de Junho de 2001 | Luxemburgo    | 1–2      | Rússia                    | Estádio Josy Barthel, Luxemburgo  |
| 20:00              | Schneider 49' | (Report) | Alenichev 16' · Semak 76' | Público: 2,000 Árbitro: Skjervold |

| 6 de Junho de 2001 | Suíça | 0–1      | Eslovênia     | St. Jakob-Park, Basiléia        |
| 20:15              |       | (Report) | Cimirotic 82' | Público: 26,000 Árbitro: Granat |

### 8ª Rodada
| 1 de Setembro de 2001 | Ilhas Faroé | 1–0      | Luxemburgo | Svangaskarð, Toftir           |
| 17:00                 | Hansen 84'  | (Report) |            | Público: 1,464 Árbitro: Siric |

| 1 de Setembro de 2001 | Suíça     | 1–2      | Iugoslávia                   | St. Jakob-Park, Basiléia         |
| 20:15                 | Yakin 21' | (Report) | Milosevic 35' · Krstajic 73' | Público: 28,190 Árbitro: Colombo |

| 1 de Setembro de 2001 | Eslovênia                                | 2–1      | Rússia    | Central Stadium, Ljubliana   |
| 20:15                 | Osterc 62' · Milenko Ačimovič 90' (pen.) | (Report) | Titov 72' | Público: 8,000 Árbitro: Poll |

### 9ª Rodada
| 5 de Setembro de 2001 | Ilhas Faroé | 0–3      | Rússia                             | Torsvollur, Torshavn          |
| 17:30                 |             | (Report) | Beschastnykh 19', 29' · Shirko 88' | Público: 2,936 Árbitro: Byrne |

| 5 de Setembro de 2001 | Luxemburgo | 0–3      | Suíça                          | Estádio Josy Barthel, Luxemburgo  |
| 20:15                 |            | (Report) | Frei 12' · Turkyilmaz 58', 84' | Público: 3,858 Árbitro: Corpodean |

| 5 de Setembro de 2001 | Iugoslávia     | 1–1      | Eslovênia     | Estádio Partizan, Belgrado           |
| 20:15                 | Djordjevic 51' | (Report) | Milinovic 10' | Público: 22,000 Árbitro: Lopez Nieto |

### 10ª Rodada
| 6 de Outubro de 2001 | Iugoslávia                                                           | 6–2      | Luxemburgo                  | Estádio Partizan, Belgrado     |
| 16:00                | Jokanovic 19' · Mijatovic 57' · Kezman 61', 71' · Milosevic 62', 68' | (Report) | Peters 38' · Christophe 51' | Público: 1,758 Árbitro: Irvine |

| 6 de Outubro de 2001 | Eslovênia                 | 3–0      | Ilhas Faroé | Central Stadium, Ljubliana         |
| 16:00                | Ceh 12', 30' · Tiganj 82' | (Report) |             | Público: 8,500 Árbitro: Kasnaferis |

| 6 de Outubro de 2001 | Rússia                                 | 4–0      | Suíça | Estádio Dínamo de Moscou, Moscou |
| 18:00                | Beschastnykh 14', 19', 38' · Titov 83' | (Report) |       | Público: 22,000 Árbitro: Fisker  |

## Artilharia
| 7 gol(o)s (3) - IUG Savo Milošević - RUS Vladimir Beschastnykh - SUI Kubilay Türkyilmaz 5 gol(o)s (2) - IUG Mateja Kežman - SUI Alexander Frei 4 gol(o)s (1) - SLO Zlatko Zahovič 3 gol(o)s (1) - RUS Egor Titov 2 gol(o)s (9) - SLO Milan Osterc - SLO Milenko Ačimovič - SLO Nastja Čeh - SLO Željko Milinovič - IUGDejan Stanković - IUGPredrag Mijatović - IUGSiniša Mihajlović - RUS Dmitry Khokhlov - SUI Stéphane Chapuisat | 1 gol(o) (30) - SLO Aleksander Knavs - SLO Alexander Mostovoi - SLO Ermin Šiljak - SLO Nastja Čeh - SLO Sebastjan Cimirotič - SLO Senad Tiganj - FRO Christian Høgni Jacobsen - FRO Jens Hansen - FRO John Petersen - FRO Kurt Mørkøre - FRO Uni Arge - FRO Øssur Hansen - IUGMiroslav Đukić - IUGMladen Krstajić - IUG Predrag Đorđević - IUGSlaviša Jokanović | 1 gol(o) (continuação) - LUX Jeff Strasser - LUX Marcel Christophe - LUX Rene Peters - LUX Sacha Schneider - RUS Alexander Shirko - RUS Dmitry Alenichev - RUS Maxim Buznikin - RUS Sergei Semak - RUS Yuri Kovtun - SUI Hakan Yakin - SUI Johann Lonfat - SUI Marco Zwyssig - SUI Sébastien Fournier |